# Liste d'espèces de mammifères décrites entre 1996 et 2000
De nouvelles espèces vivantes sont régulièrement définies chaque année.

L'apparition d'une nouvelle espèce dans la nomenclature peut se faire de trois manières principales :
- découverte dans la nature d'une espèce totalement différente de ce qui est connu jusqu'alors,
- nouvelle interprétation d'une espèce connue qui s'avère en réalité être composée de plusieurs espèces proches mais cependant bien distinctes. Ce mode d'apparition d'espèce est en augmentation depuis qu'il est possible d'analyser très finement le génome par des méthodes d'étude et de comparaison des ADN, ces méthodes aboutissant par ailleurs à des remaniements de la classification par une meilleure compréhension de la parenté des taxons (phylogénie). Pour ce type de création de nouvelles espèces, deux circonstances sont possibles : soit une sous-espèce déjà définie est élevée au statut d'espèce, auquel cas le nom, l'auteur et la date sont conservés, soit il est nécessaire de donner un nouveau nom à une partie de la population de l'ancienne espèce,
- découverte d'une nouvelle espèce par l'étude plus approfondie des spécimens conservés dans les musées et les collections.

Ces trois circonstances ont en commun d'être soumises au problème du nombre de spécialistes mondiaux compétents capables de reconnaître le caractère nouveau d'un spécimen. C'est une des raisons pour lesquelles le nombre d'espèces nouvelle chaque année, dans une catégorie taxinomique donnée, est à peu près constant. 
Pour bien préciser le nom complet d'une espèce, le (ou les) auteur(s) de la description doivent être indiqués à la suite du nom scientifique, ainsi que l'année de parution dans la publication scientifique. Le nom donné dans la description initiale d'une espèce est appelé le basionyme. Ce nom peut être amené à changer par la suite pour différentes raisons.
Dans la mesure du possible, ce sont les noms actuellement valides qui sont indiqués, ainsi que les découvreurs, les pays d'origine et les publications dans lesquelles les descriptions ont été faites.

## 1996

### Espèces décrites en 1996

#### Insectivores
- Crocidura ramona Ivanitskaya, Shenbrot et Nevo, 1996

Soricidé découvert dans le Neguev en Israël.

#### Chiroptères
- Rhogeessa hussoni Genoways et Baker, 1996

Vespertilionidé.

#### Primates
- Pseudopotto martini Schwartz, 1996

Lorisidé découvert au Cameroun. L'épithète spécifique est dédiée à Robert Martin, de l'Université de Zurich. La validité de cette espèce (et de ce genre) est mise en doute par certains auteurs (►Wikispecies).

#### Rongeurs
- Andalgalomys roigi Mares et Braun, 1996

Rongeur découvert en Argentine.
- Isothrix sinnamariensis Vié, Volobouev, Patton et Granjon, 1996

Rongeur échimyidé découvert en Guyane française.
- Crateromys heaneyi Gonzales et Kennedy, 1996

Rongeur découvert dans l'île de Panay, aux Philippines.

#### Cetartiodactyles
- Mazama bororo Duarte et Gianonni, 1996

Cervidé découvert au Brésil.

#### Lagomorphes
- Ochotona hoffmanni Formozov, Yakhontov et Dmitriev, 1996

Ochotonidé.

### Espèces fossiles (1996)

#### Primates
- Australopithecus bahrelghazali Brunet, Beauvilain, Coppens, Heintz, Moutaye et Pilbeam, 1996

Hominidé découvert au Tchad.

#### Cétartiodactyles
- Ambulocetus natans Thewissen & al., 1996

Ambulocétidé découvert au Pakistan.

## 1997

### Espèces vivantes décrites en 1997
- Microgale fotsifotsy Jenkins, Raxworthy et Nussbaum, 1997

Afrosoricidé découvert à Madagascar.
- Cryptotis peruviensis Vivar, Pacheco et Valqui, 1997

Soricidé découvert au Pérou.
- Sorex yukonicus Dokuchaev, 1997

Soricidé.
- Viverra tainguensis

Civette découverte au Vietnam et décrite en 1997 (►Wikispecies)
- Galagoides rondoensis Honess et Bearder, 1997

Découvert en Tanzanie (►Wikispecies)
- Galagoides udzungwensis Honess et Bearder, 1997

Découvert en Tanzanie. Synonyme Galago udzungwensis.
- Myotis (Leuconoe) csorbai Topal, 1997 (►Wikispecies)
- Miopithecus ogouensis Kingdon, 1997 (►Wikispecies)
- Lophuromys roseveari Verheyen, Huselmans, Colyn et Hutterer, 1997

Rongeur.
- Sus oliveri Groves, 1997

Espèce de sanglier découvert à Mindoro (Philippines).

### Sous-espèces nouvelles (1997)
- Pygathrix nemaeus cinerea Nadler, 1997

Cercopithécidé (►Wikispecies)
- Prionailurus bengalensis rabori Groves, 1997

Félidé découvert aux Philippines.

### Espèces fossiles (1997)

#### Marsupiaux
- Perameles bowensis Muirhead, Dawson et Archer, 1997

Péramélidé découvert en Nouvelle-Galles du Sud.
- Nimiokoala greystanesi Black & Archer, 1997

Phascolarctidé découvert dans le Miocène du Queensland.
- Burramys brutyi Brammall et Archer, 1997

Marsupial découvert en Australie.

#### Cétartiodactyles
- Parabalaenoptera baulinensis Zeigler et al., 1997

Cétacé mysticète découvert en Californie.

## 1998

### Espèces décrites en 1998

#### Marsupiaux
- Antechinus agilis Dickman, Parnaby, Crowther et King, 1998

#### Carnivores
- Mustela formosana Lin et Harada, 1998

Mustélidé découvert en 1991 à Taiwan.

#### Insectivores
- Sorex arunchi Lapini et Testone, 1998

Soricidé découvert en Italie.

#### Primates
- Callithrix saterei José de Sousa e Silva Júnior et Mauricío de Almeida Noronha, 1998

Primate découvert dans la région située entre les rivières Tapajos et Madeira, en Amazonie centrale brésilienne. Le nom spécifique rappelle le peuple Sateri, sur les terres duquel vit l'espèce.
- Callithrix (Callibella) humilis van Roosmalen, van Roosmalen, Mittermeier et Fonseca, 1998

Callitrichidé découvert au Brésil (►Wikispecies)
- Microcebus ravelobensis Zimmermann, Cepok, Rakotoarison, Zietemann et Radespiel, 1998

Cheirogaleidé découvert près du lac Ravelobe à Madagascar (►Wikispecies).

#### Cétartiodactyles
- Muntiacus vuquangensis Wemmer et al., 1998

Muntjac (Cervidés) découvert au Vietnam
- Muntjac de Truong Son (Muntiacus truongsonensis Giao, Tuoc, Dung, Wikramanayake, Amato, Arctander et MacKinnon, 1998)

Cervidé découvert dans le massif de Truong Son en Annam (Vietnam) et décrit d'après 17 crânes et deux queues obtenues auprès de chasseurs.

#### Monotrèmes
- Zaglossus attenboroughi Flannery et Groves, 1998

Échidné (Tachyglossidés) découvert dans l'île de Nouvelle-Guinée, en Irian Jaya (Indonésie)
L'épithète spécifique est dédiée à David F. Attenborough, journaliste et écrivain.

#### Chiroptères
- Myotis (Selysius) gomantongensis Francis et Hill, 1998

Vespertilionidé découvert dans la grotte de Gomantong au Sabah (île de Bornéo) .
- Myotis (Selysius) yanbarensis Maeda et Matsumura, 1998

Vespertilionidé.
- Murina (Murina) ryukyuana Maeda et Matsumura, 1998

#### Rongeurs
- Proechimys echinothrix da Silva, 1998
- Proechimys gardneri da Silva, 1998
- Proechimys kulinae da Silva, 1998

Échimyidés découvert au Brésil et au Pérou.
- Proechimys pattoni da Silva, 1998
- Brucepattersonius albinasus Hershkovitz, 1998

Rongeur Sigmodontiné découvert au Brésil.
Source : Bonner Zoologische Beiträge, 47 : 193-256.
- Brucepattersonius griserufescens Hershkovitz, 1998

Rongeur Sigmodontiné découvert au Brésil.
Source : Bonner Zoologische Beiträge, 47 : 193-256.
- Brucepattersonius igniventris Hershkovitz, 1998

Rongeur Sigmodontiné découvert au Brésil.
Source : Bonner Zoologische Beiträge, 47 : 193-256.
- Brucepattersonius soricinus Hershkovitz, 1998

Rongeur Sigmodontiné découvert au Brésil.
- Archboldomys musseri Rickart et al., 1998

Muridé.
- Crunomys suncoides Rickart et al., 1998

Découvert aux Philippines.
- Batomys russatus Musser et al., 1998

Muridé découvert à Mindanao (Philippines).
- Euryoryzomys emmonsae (Musser, Carleton, Brothers et Gardner, 1998)

Cricétidé découvert au Brésil. Décrit initialement sous le nom d'Oryzomys emmonsae.
- Oligoryzomys brendae Massoia, 1998

Cricétidé découvert en Argentine.

### Sous-espèces nouvelles (1998)

#### Monotrèmes
- Zaglossus bartoni diamondi Flannery et Grover, 1998

Tachyglossidé (►Wikispecies).
- Zaglossus bartoni smeenki Flannery et Grover, 1998

Tachyglossidé (►Wikispecies).

#### Marsupiaux
- Antechinus agilis Dickman, Parnaby, Crowther et King, 1998

Dasyuridé.

#### Primates
- Rhinopithecus roxellana hubeiensis Wang, Jiang et Li, 1998
- Rhinopithecus roxellana qinlingensis Wang, Jiang et Li, 1998

#### Carnivores
- Genetta servalina archeri Van Rompaey & Colyn, 1998

Genette découverte dans l'île d'Unguja (archipel de Zanzibar, Tanzanie).

### Espèces fossiles et subfossiles (1998)

#### Marsupiaux
- Ganbulanyi djadjinguli Wroe, 1998

Dasyuridé découvert dans le Miocène du Queensland (Australie).
- Badjcinus turnbulli Muirhead et Wroe, 1998

Thylacinidé découvert en Australie.

#### Chiroptères
- Icarops breviceps Hand, Murray, Megirian, Archer et Godthelp, 1998

Mystacinidé découvert dans le Tertiaire du Queensland (Australie) .
- Icarops aenae Hand, Murray, Megirian, Archer et Godthelp, 1998

Mystacinidé découvert dans le Tertiaire du Queensland (Australie) .
- Icarops paradox Hand, Murray, Megirian, Archer et Godthelp, 1998

Mystacinidé découvert dans le Tertiaire du Queensland (Australie) .

#### Multituberculés
- Microcosmodon harleyi Weil, 1998

Multituberculé Microcosmodontidé découvert dans le Montana aux États-Unis .

#### Cétartiodactyles
- Georgiacetus vogtlensis Hulbert & al., 1998

Protocétidé découvert dans l(Éocène des États-Unis.
- Himalayacetus subathuensis Monastersky, 1998

Ambulocétidé.
- Nalacetus ratimitus Thewissen & Hussain, 1998

Pakicétidé.
- Gazella psolea Geraads et Amani, 1998

Gazelle découverte au Maroc.
- Samotragus pilgrimi Azanza, Nieto et Morales, 1998

Bovidé découvert en Espagne.

## 1999

### Espèces vivantes décrites en 1999
- Sminthopsis boullangerensis Crowther, Dickman et Lynam, 1999

Marsupial dasyuridé découvert dans l'île Boullanger (Australie).
- Microgale nasoloi Jenkins et Goodman, 1999

Afrosoricidé découvert à Madagascar.
- Muntiacus putaoensis Amato, Egan et Rabinowitz, 1999

Muntjac (Cervidés) découvert en 1997 au Myanmar puis observé également dans l'Arunchal Pradesh en Inde.
- Cuscomys ashaninka Emmons, 1999

Abrocomidé découvert au Pérou et décrit en 1999
- Akodon aliquantulus Díaz et al., 1999

Rongeur découvert en Argentine. Décrit d'après deux spécimens collectés en 1991.
- Oryzomys seuanezi Weksler et al., 1999

Cricétidé découvert au Brésil.
- Callicebus coimbrai Kobayashi et Langguth, 1999

Pithéciidé découvert au Brésil

### Accès au rang d'espèce (1999)
- Grand dauphin de l'océan Indien (Tursiops aduncus (Ehrenberg, 1833)) (►Wikispecies)

Passage de Tursiops truncatus aduncus au statut d'espèce (travaux de Wang)

### Nouvelles sous-espèces (1999)

#### Marsupiaux
- Sminthopsis griseoventer boullangerensis Crowther, Dickman et Lynam, 1999

Dasyuridé.

#### Primates
- Cercopithecus cephus ngottoensis Colyn, 1999

Cercopithécidé découvert dans l'enclave forestière Sangha-Oubangui. Répartition limitée au bassin de la Lobaye.
- Cercopithecus erythrogaster pococki Grubb, Lernould et Oates, 1999
- Piliocolobus badius epieni Grubb et Powell, 1999

Découvert dans le delta du Niger (►Wikispecies)

### Espèces fossiles et subfossiles (1999)

#### Marsupiaux
- Barinya wangala Wroe, 1999

Dasyuridé découvert dans le Miocène du Queensland.

#### Primates
- Australopithecus garhi Asfaw et al., 1999

Hominidé.

#### Créodontes
- Lesmesodon behnkeae Morlo et Habersetzer, 1999

Hyaenodontidé.

#### Rongeurs
- Rat de Fernando de Noronha (Noronhomys vespuccii Carleton et Olson, 1999)

Cricétidé sigmodontiné découvert dans l'île Fernando de Noronha (Brésil). L'épithète spécifique commémore le navigateur Amerigo Vespucci, qui aurait, le premier, mentionné la présence de cette espèce dans l'île à l'époque où elle n'était pas encore éteinte.

## 2000

### Espèces décrites en 2000

#### Marsupiaux
- Antechinus subtropicus Van Dyck et Crowther, 2000

Dasyuridé .
- Pseudantechinus roryi Cooper, Aplin et Adams, 2000

Dasyuridé découvert en Australie.

#### Chiroptères
- Plecotus balensis

Vespertilionidé Découvert en Éthiopie.

#### Rongeurs
- Salinoctomys loschalchalerosorum Mares, Braun, Barquez et Diaz, 2000

Rongeur octodontidé découvert dans les Salinas Grandes de la province de La Rioja en Argentine. L'épithète spécifique est dédiée au groupe folklorique argentin Los Chalchaleros (►Wikispecies)
- Pipanacoctomys aureus Mares, Braun, Barquez et Diaz, 2000

Rongeur octodontidé découvert au Salar de Pipanaco, dans la province de Catamarca en Argentine (►Wikispecies)
- Tapecomys primus Anderson et Yates, 2000

Rongeur découvert en Bolivie. Collecté pour la première fois en 1936.
- Brucepattersonius guarani Mares et Braun, 2000

Rongeur Sigmodontiné découvert en Argentine.
Source : Occasional Papers of the Sam Noble Oklahoma Museum of Natural History, 9 : 1-13.
- Brucepattersonius misionensis Mares et Braun, 2000

Rongeur Sigmodontiné découvert en Argentine.
Source : Occasional Papers of the Sam Noble Oklahoma Museum of Natural History, 9 : 1-13.
- Brucepattersonius paradisus Mares et Braun, 2000

Rongeur Sigmodontiné découvert en Argentine.
Source : Occasional Papers of the Sam Noble Oklahoma Museum of Natural History, 9 : 1-13.
- Neacomys minutus Patton, da Silva et Malcolm, 2000

Cricétidé découvert au Brésil.
- Neacomys musseri Patton, da Silva et Malcolm, 2000

Cricétidé découvert au Pérou et au Brésil.
- Ctenomys paraguayensis Contreras, 2000

Rongeur cténomyidé découvert au Paraguay.
- Lophuromys angolensis Verheyen, Dierckx et Huselmans, 2000

#### Lagomorphes
- Nesolagus timminsi Averianov, Abramov et Tikhonov, 2000

Léporidé découvert sur un marché au Laos en 1997 par Rob Timmins
- Ochotona nigritia Gong, Wang, Li (Z.) et Li (S.), 2000

Ochotonidé découvert dans la Yunnan, Chine.

#### Primates
- Avahi unicolor Thalmann et Geissmann, 2000 (►Wikispecies)
- Callithrix (Mico) acariensis van Roosmalen, 2000

Cébidé découvert au Brésil (►Wikispecies)
- Callithrix (Mico) manicorensis van Roosmalen, 2000

Cébidé découvert au Brésil (►Wikispecies)
- Microcebus berthae Rasoloarison, Goodman et Ganzhorn, 2000

Cheirogaleidé
- Microcebus sambiranensis Rasoloarison, Goodman et Ganzhorn, 2000

Cheirogaleidé (►Wikispecies)
- Microcebus tavaratra Rasoloarison, Goodman et Ganzhorn, 2000

Cheirogaleidé (►Wikispecies)
- Chirogaleus minusculus Groves, 2000
- Chirogaleus ravus Groves, 2000

### Accession au statut d'espèce (2000)
- Baleine franche du Pacifique nord (Eubalaena japonica Lacépède, 1818)

Source : Rosenbaum et al., 2000

### Sous-espèces nouvelles (2000)
- Tamias senex pacificus Sutton et Patterson, 2000

Californie
- Tamias siskiyou humboldtii Sutton et Patterson, 2000

Californie
- Mellivora capensis buechneri Baryshnikov, 2000

Découvert au Turkménistan.
- Civettictis civetta pauli Kock, Künzel et Rayaleh, 2000[20].

### Espèces fossiles et subfossiles (2000)

#### Chiroptères
- Tachypteron franzeni Storch, Sigé et Habersetzer, 2000

Chiroptère Emballonuridé.

#### Xénarthres
- Acratocnus ye MacPhee, White et Wood, 2000

Xénarthre Mégalonychidé découvert dans le Pléistocène de l'île d'Haïti .
- Megalocnus zile MacPhee, White et Wood, 2000

Xénarthre Mégalonychidé découvert dans le Pléistocène de l'île d'Haïti 
- Neocnus dousman MacPhee, White et Wood, 2000

Xénarthre Mégalonychidé découvert dans le Pléistocène de l'île d'Haïti .
- Neocnus toupiti MacPhee, White et Wood, 2000

Xénarthre Mégalonychidé découvert dans le Pléistocène de l'île d'Haïti .

#### Carnivores
- Cyrnolutra castiglionis Pereira et Salotti, 2000

Carnivore mustélidé découvert dans le Pleistocène moyen de Corse.

#### Périssodactyles
- Mekogontherium crocheti Rémy, 2000

Périssodactyle paléothériidé découvert dans l'Auversien (Éocène moyen) du Languedoc (France).

#### Cétartiodactyles
- Archaeopotamus lothagamensis (Weston, 2000)

Hippopotamidé découvert dans le Miocène du Kenya.